# رترو گیمر
رترو گیمر (به انگلیسی: Retro Gamer) یک مجله بریتانیایی است که در سراسر جهان منتشر می‌شود و بازی‌های ویدیویی رترو گیمینگ را پوشش می‌دهد. این اولین مجله تجاری بود که کاملاً به موضوع رترو گیمینگ اختصاص داشت. رترو گیمر در ژانویه ۲۰۰۴ به عنوان نشریه سه‌ماهه آغاز به کار کرد و مدتی کوتاه ماهیانه شد. در سال ۲۰۰۵، کاهش عمومی خوانندگان مجلات بازی و رایانه ای منجر به بسته شدن ناشران آن شد در نتیجه حقوق مجله بعداً توسط انتشارات Imagine خریداری شد. به دنبال خرید انتشارات Imagine توسط فیوچر پی‌ال‌سی، در ۲۱ اکتبر ۲۰۱۶، رترو گیمر توسط فیوچر پی‌ال‌سی تصاحب شد.

## تاریخچه
۱۸ شماره اول این مجله با دیسک همراه بود که معمولاً شامل شبیه‌ساز یا بازسازی رایگان بازی‌های ویدیویی رترو با سیستم عامل بود و در کنار این موارد، فیلم‌ها و نرم‌افزارهای رایانه ای تبلیغاتی مثل The Games Factory و الدر اسکورولز: آرینا نیز بودند. برخی از موضوعات CD مضمون داشتند که حاوی کاتالوگ پشتی ناشری مانند Durell، لاماسافت و Gremlin Graphics بود.
در ۲۷ سپتامبر ۲۰۰۵، شرکت مادر مجله ،Live Publishing، ورشکست شد. تالار گفتگو رسمی مجله، اندکی قبل از انتشار شماره ۱۹، مجله را «تمام شده» توصیف کردند. با این حال، حقوق رترو گیمر توسط انتشارات Imagine در اکتبر ۲۰۰۵ خریداری شد و مجله در ۸ دسامبر ۲۰۰۵ دوباره راه اندازی شد.
Retro Survival یک سی دی تبلیغاتی بود که توسط نویسندگان مستقل رترو گیمر هنگام فروپاشی Live Publishing منتشر شد. این سی دی در نوامبر ۲۰۰۵ منتشر شد و شامل مقالاتی بئذ که در شماره ۱۹ بازی رترو گیمر حضور داشتند.
مارس ۲۰۱۰ (در شماره ۷۵) جان رومرو با رترو گیمر همکاری کرد، و نقش «ویرایشگر مهمان» را عهده‌دار شد، او مسئولیت سرمقاله مجله را بر عهده گرفت و سبک منحصر به فرد خود را به تعدادی از مقاله‌ها و موضوعات مورد علاقه خود در سراسر مجله گسترش داد.
این مجله ۱۵۰ امین شماره خود را در ژانویه ۲۰۱۶ جشن گرفت.
همچنین این مجله فیلم‌های پیش نمایش شماره خود را در کانال یوتیوب خود منتشر می‌کند.

## نسخه‌های دیجیتالی
طی این سالها سه DVD با ۲۵ تا ۳۰ شماره منتشر شده‌است:
- Retro Gamer eMag Load 1[۵] (حاوی شماره‌های #۱ تا #۳۰)
- Retro Gamer eMag Load 2[۶] (حاوی شماره‌های #۳۱ تا #۵۵)
- Retro Gamer eMag Load 3[۷] (حاوی شماره‌های #۵۶ تا #۸۰)

Retro Gamer اکنون به عنوان یک برنامه iOS در دسترس است و می‌توان آن را روی iPhone و iPad بارگیری کرد.

## جوایز
Retro Gamer برنده بهترین مجله جوایز رسانه‌های بازی‌های ۲۰۱۰ شد.